# This Woman
This Woman è un film drammatico muto statunitense del 1924 diretto da Phil Rosen, scritto da Louis D. Lighton e Hope Loring e interpretato da Irene Rich, Ricardo Cortez, Louise Fazenda, Frank Elliott, Creighton Hale e Marc McDermott. Il film è basato sull'omonimo romanzo scritto da Howard Rockey.

## Trama
Di fronte alla povertà, la cantante Carol Drayton (Rich) tenta il suicidio ma viene salvata da Rose (Fazenda), una giovane donna di strada che le offre un pasto in un caffè discutibile. Gordon Duane (Cortez), un uomo ricco, si unisce a loro; il posto viene perquisito e Duane mente a proposito di Carol. Viene arrestata e va in prigione sotto falso nome. Liberata, vaga per la strada senza un soldo. Un ubriaco Bobby Bleecker (Hale) la paga per cantare davanti alla casa della sua dolce metà Aline Sturdevant (Bow). Stratini (McDermott), un famoso impresario, è affascinato dalla sua voce e si offre di insegnarle, e lei diventa una protetta dei ricchi Sturdevant. Il maggiordomo la trova scarcerata e le ruba una collana, cercando di costringerla ad aiutarlo. Bobby viene in soccorso, scopre la verità ma resta zitto. Whitney Duane si innamora di Carol ma dubita di lei a causa dei pettegolezzi. Carol incontra Rose che è giù di morale e prende in prestito denaro da Bobby per aiutarla. Questo rende gelosa la fidanzata di Bobby, Aline. Gordon Duane (Elliott) ritorna dall'estero. Per chiarire le cose, Carol racconta la sua storia che coinvolge Duane. Si prepara a partire, ma Stratini, che ha sempre creduto in lei, le resta accanto e Carol gli fa ammettere che la ama.